# 법정책학
법정책학 (法政策學, 독일어: Rechtspolitik)은 실용법학의 한 분야이며 가장 효율적인 법기술의 체계를 연구하는 학문이다. 입법정책학이 주요 근간을 이루고 있다.

## 정의
일정한 법목적의 실현을 위하여 가장 유효하고 능률적인 법기술의 체계를 과학적으로 탐구하는 학문인데, 한국에 있어서도 입법정책론을 중심으로 한 법정책학의 구축이 시도되고 있다.
법정책학은 그 성질상 응용과학에 해당하는 것이어서 법조에 터잡은 법해석학의 연구경향과는 상이하며 학문적 성과를 위하여는 사회과학 등 법정책과 관계되는 주요 분과들의 이론적 차용을 요하는 바, 한국에 있어서는 법해석학이 법학계에서의 주된 연구경향을 이루고 있으므로 제반 법현상에 대한 새로운 지평이 열리지 않는 한 법정책학의 구축은 요원한 실정이다.